# Temporada 2018 del Campeonato de Europa de Carreras de Camiones
La temporada 2018 del Campeonato de Europa de Carreras de Camiones fue la decimotercera edición de dicho campeonato, regulado y aprobado por la Federación Internacional del Automóvil (FIA), como la clase más alta de competición para camiones. Comenzó en mayo en el Circuito de Misano (Italia) y finalizó en octubre en el Circuito del Jarama (España).
Jochen Hahn se proclamó campeón por quinta vez, igualando a Steve Parrish como el piloto con más títulos de campeón de Europa de camiones de la historia. En el título de equipos se impuso Die Bullen von Iveco Magirus, una alianza entre el Team Hahn Racing y el Team Schwabentruck. Por su parte, Shane Brereton ganó la Promoters Truck Cup, denominada de esta temporada en adelante Grammer Truck Cup por motivos de patrocinio.

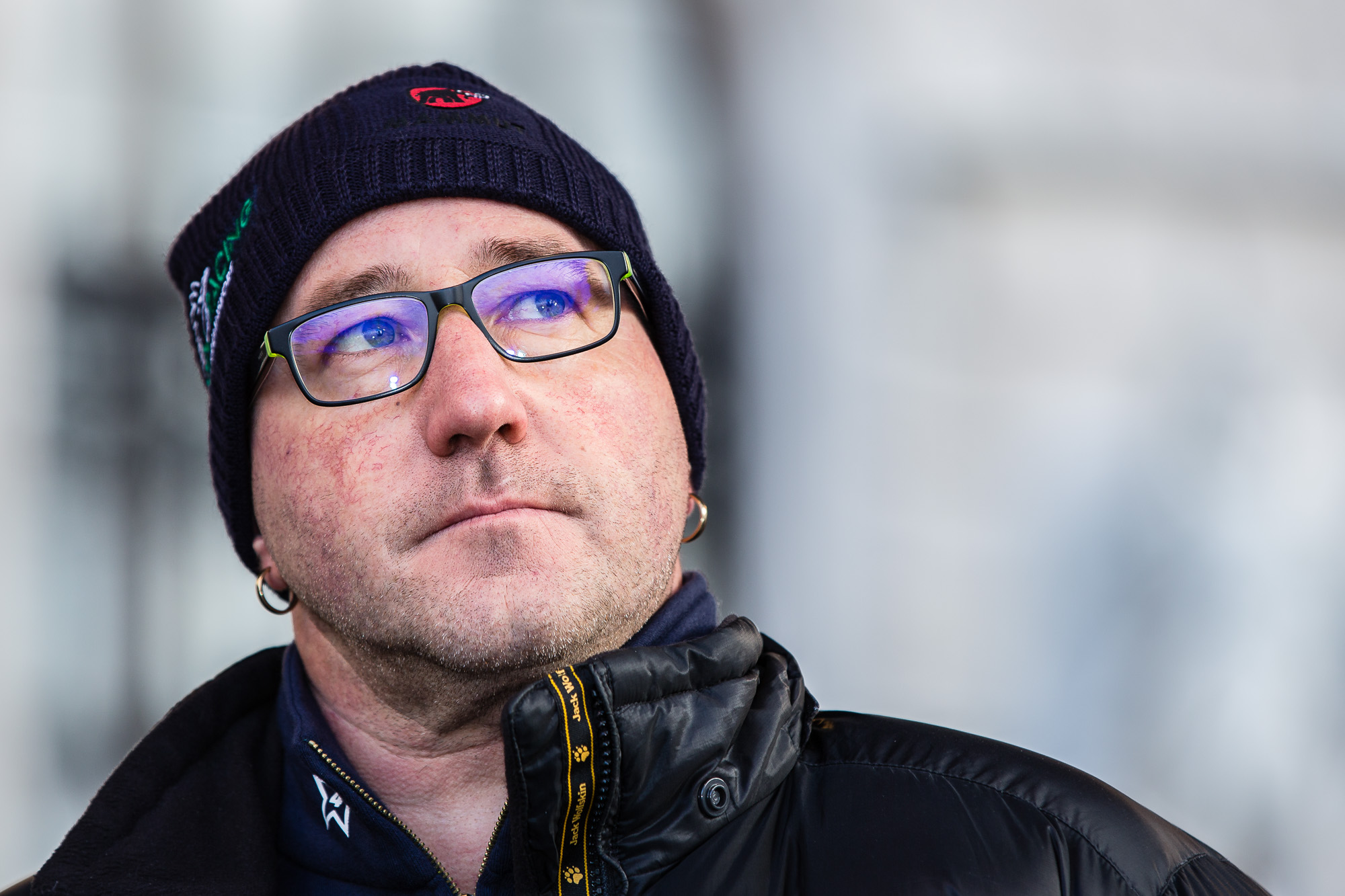
Jochen Hahn, el campeón del ETRC 2018

## Equipos y pilotos
G : piloto que compite en la Granmmer Truck Cup.
| Freightliner                       | Buggyra International Racing System | 22 | Oly Janes                  | Todas       | G |
| Freightliner                       | Buggyra International Racing System | 55 | Adam Lacko                 | Todas       |   |
| Iveco                              | Don't Touch Racing                  | 11 | André Kursim               | Todas       |   |
| Iveco                              | Team Hahn Racing                    | 1  | Jochen Hahn                | Todas       |   |
| Iveco                              | Team Schwabentruck                  | 27 | Gerd Körber                | 1, 3        |   |
| Iveco                              | Team Schwabentruck                  | 44 | Stephanie Halm             | Todas       |   |
| MAN                                | Anderson Racing                     | 7  | Jamie Anderson             | 1-2, 5-8    | G |
| MAN                                | Czech Racing Truck Team             | 91 | Frankie Vojtíšek           | 1, 3-5, 7-8 | G |
| MAN                                | Lion Truck Racing                   | 6  | Anthony Janiec             | 1, 3, 8     |   |
| MAN                                | Lion Truck Racing                   | 20 | Téo Calvet                 | 3           | G |
| MAN                                | LRS Racing                          | 12 | Ray Coleman                | 1-2, 4, 6-8 | G |
| MAN                                | Oxxo Truck Racing Team              | 89 | Ryan Smith                 | 1-3         |   |
| MAN                                | Reinert Racing GmbH                 | 77 | René Reinert               | Todas       |   |
| MAN                                | Reboconort Racing Truck Team        | 14 | José Rodrigues             | 3, 5-8      |   |
| MAN                                | Reboconort Racing Truck Team        | 38 | Eduardo Rodrigues          | 1, 3, 7-8   | G |
| MAN                                | Reboconort Racing Truck Team        | 38 | José Eduardo Rodrigues     | 5-6         | G |
| MAN                                | Reboconort Racing Truck Team        | 4  | José Eduardo Rodrigues     | 8           | G |
| MAN                                | SL Trucksport                       | 30 | Sascha Lenz                | Todas       |   |
| MAN                                | T Sport Racing                      | 37 | Terry Gibbon               | 2-3, 5, 7-8 | G |
| MAN                                | Team Robineau                       | 21 | Thomas Robineau            | 1, 3        | G |
| MAN                                | TOR Truck Racing                    | 17 | Shane Brereton             | Todas       | G |
| MAN                                | Truck Sport Lutz Bernau             | 23 | Antonio Albacete           | Todas       |   |
| MAN                                | Truck Sport Lutz Bernau             | 64 | Luis Recuenco              | Todas       | G |
| Mercedes-Benz                      | Tankpool24 Racing                   | 5  | Norbert Kiss               | Todas       |   |
| Mercedes-Benz                      | Tankpool24 Racing                   | 24 | Steffen Faas               | Todas       | G |
| Scania                             | EK Truck Race                       | 15 | Erwin Kleinnagelvoort      | 4-8         | G |
| Scania                             | Rainbow Warrior Truck Racing        | 45 | Frans Smit                 | 1, 8        | G |
| Pilotos que no pueden sumar puntos |                                     |    |                            |             |   |
| MAN                                | Alvi Truck Sport                    | 66 | Josy Vila                  | 8           |   |
| MAN                                | Ryan Smith                          | 81 | Ryan Smith                 | 8           |   |
| Mercedes-Benz                      | Orlando Rodíguez-Ruiz               | 33 | Orlando Rodríguez-Ruiz     | 8           |   |
| Scania                             | Corte Truck Team                    | 68 | Alejandro Díaz             | 8           |   |
| Iveco                              | Murcia Racing Truck                 | 26 | Pedro Ignacio García Marco | 8           |   |
| MAN                                | Murcia Racing Truck                 | 25 | Pedro Marco                | 8           |   |

### Campeonato de equipos
| Marca         | Equipo                       | Piloto                                     |
| ------------- | ---------------------------- | ------------------------------------------ |
| Freightliner  | Buggyra Racing 1969          | Oly Janes                                  |
| Freightliner  | Buggyra Racing 1969          | Adam Lacko                                 |
| Iveco         | Die Bullen von Iveco Magirus | Jochen Hahn                                |
| Iveco         | Die Bullen von Iveco Magirus | Stephanie Halm                             |
| MAN           | Truck Sport Lutz Bernau      | Antonio Albacete                           |
| MAN           | Truck Sport Lutz Bernau      | Luis Recuenco                              |
| MAN           | Reboconort Racing Truck Team | José Rodrigues                             |
| MAN           | Reboconort Racing Truck Team | Eduardo Rodrigues / José Eduardo Rodrigues |
| MAN           | Team Reinert Adventure       | René Reinert                               |
| MAN           | Team Reinert Adventure       | Sascha Lenz                                |
| MAN           | RS Racing                    | Ryan Smith                                 |
| MAN           | RS Racing                    | Shane Brereton                             |
| Mercedes-Benz | Tankpool24 Racing            | Norbert Kiss                               |
| Mercedes-Benz | Tankpool24 Racing            | Steffen Faas                               |

NOTAS
En el campeonato de equipos pueden participar equipos de dos pilotos (como el Tankpool24 Racing o Buggyra) o asosicaciones entre dos equipos de un piloto cada uno (como Die Bullen von Iveco Magirus, asociación del Team Hahn Racing y del Team Schwabentruck)
El equipo Reboconorte Racing Truck Team tuvo tres camiones corriendo, pero solo suma puntos con los número 14 y 38.
El equipo MB Motorsport corre con el nombre de Tankpool24 Racing, ya que Tankpool24 es su patrocinador principal. También utiliza ese nombre en el campeonato por equipos.

## Calendario
| Ronda | Circuito                | Fecha                  |
| ----- | ----------------------- | ---------------------- |
| 1     | Circuito de Misano      | 26-27 de mayo          |
| 2     | Circuito de Hungaroring | 16-17 de junio         |
| 3     | Nürburgring             | 29 de junio-1 de julio |
| 4     | Autódromo Slovakia Ring | 14-15 de julio         |
| 5     | Autódromo de Most       | 1-2 de septiembre      |
| 6     | Circuito de Zolder      | 15-16 de septiembre    |
| 7     | Circuito de Bugatti     | 29-30 de septiembre    |
| 8     | Circuito del Jarama     | 6-7 de octubre         |

## Clasificaciones
Sistema de puntuación 
Todas las carreras del campeonato siguen este sistema de puntuación:
Carreras 1 y 3
| Posición | 1.º | 2.º | 3.º | 4.º | 5.º | 6.º | 7.º | 8.º | 9.º | 10.º |
| Puntos   | 20  | 15  | 12  | 10  | 8   | 6   | 4   | 3   | 2   | 1    |

Carreras 2 y 4
| Posición | 1.º | 2.º | 3.º | 4.º | 5.º | 6.º | 7.º | 8.º | 9.º | 10.º |
| Puntos   | 10  | 9   | 8   | 7   | 6   | 5   | 4   | 3   | 2   | 1    |

Leyenda

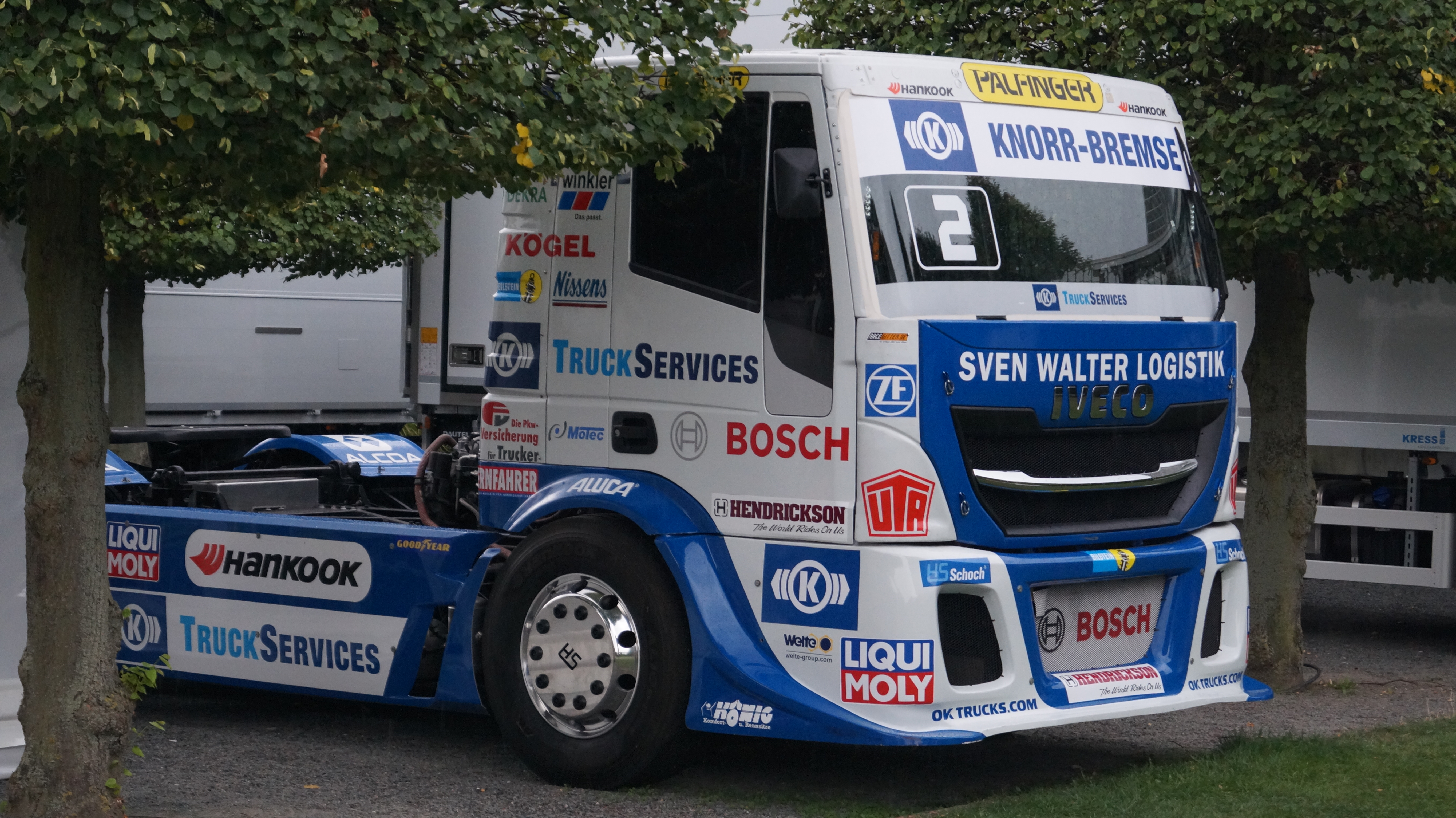
Iveco Magirus Stralis de Jochen Hahn.

DNS: siglas en inlés de Did Not Started, es decir, que no comenzó la carrera.
DSQ: siglas en inglés de Disqualified, es decir, que el piloto fue descalificado por infringir el reglamento.
WD: abreviatura de la palabra inglesa withdrew, que significa que el piloto decidió abandonar el Gran Premio.
Ret: abreviatura de Retirado (o retired en inglés), que significa que el piloto abandonó la  carrera.
EX: abreviatura de Exlcuido, lo que significa que el piloto fue expulsado por la organización de la carrera o incluso de lo que queda de Gran Premio.

### Clasificación general del ETRC 2018
| Pos                                | Piloto                     | MIS | MIS | MIS | MIS | HUN | HUN | HUN | HUN | NUR | NUR | NUR | NUR | SVK | SVK | SVK | SVK | MOS | MOS | MOS | MOS | ZOL | ZOL | ZOL | ZOL | LMS | LMS | LMS | LMS | JAR | JAR | JAR | JAR | Pts |
| ---------------------------------- | -------------------------- | --- | --- | --- | --- | --- | --- | --- | --- | --- | --- | --- | --- | --- | --- | --- | --- | --- | --- | --- | --- | --- | --- | --- | --- | --- | --- | --- | --- | --- | --- | --- | --- | --- |
| 1.º                                | Jochen Hahn                | 1   | 4   | 1   | 8   | 1   | 6   | 1   | 17  | 2   | 12  | 1   | 4   | 2   | 2   | 1   | 4   | 3   | 6   | 1   | 5   | 3   | 2   | 1   | 3   | 1   | 4   | 1   | 3   | 1   | 7   | 1   | 4   | 387 |
| 2.º                                | Adam Lacko                 | 2   | 2   | 9   | Ret | 8   | 1   | 3   | 4   | 4   | 3   | 4   | 2   | 3   | 8   | 2   | 5   | 1   | 1   | 2   | 4   | 2   | 17  | 3   | 7   | 5   | 3   | 12  | 8   | 3   | 9   | 3   | 5   | 266 |
| 3.º                                | Antonio Albacete           | 3   | 10  | 5   | 3   | 9   | 8   | 16  | 6   | 1   | 6   | 2   | 3   | 1   | 6   | EX  | 11  | 4   | Ret | 5   | 9   | 1   | 4   | 2   | 6   | 4   | 5   | 7   | 1   | 2   | 6   | 2   | 6   | 249 |
| 4.º                                | Sascha Lenz                | 7   | 1   | 7   | 2   | 5   | 4   | 8   | 2   | 9   | 9   | 10  | 5   | 5   | 5   | 5   | 2   | 2   | 7   | 3   | 6   | 6   | 6   | 4   | 4   | 2   | 6   | 2   | 7   | 4   | 5   | 4   | 8   | 229 |
| 5.º                                | Norbert Kiss               | DSQ | 5   | 3   | 4   | 2   | 5   | 4   | 3   | 3   | 4   | 19  | 6   | 4   | 4   | 6   | 1   | 5   | 3   | 4   | 2   | 4   | 8   | 12  | 5   | 3   | 7   | 4   | 10  | DNS | Ret | Ret | 7   | 207 |
| 6.ª                                | Stephanie Halm             | 4   | 8   | 2   | 5   | 3   | 3   | 5   | 9   | 5   | 1   | Ret | 7   | 15  | 7   | 3   | 6   | 7   | 4   | 10  | 7   | 7   | 1   | 6   | 2   | 7   | 2   | 5   | 4   | 7   | 3   | 7   | 3   | 205 |
| 7.º                                | René Reinert               | Ret | 7   | 4   | 7   | 6   | 2   | 6   | 1   | Ret | 13  | 3   | 10  | 6   | 3   | 7   | 7   | 8   | 2   | 6   | 1   | 5   | 5   | 7   | Ret | 6   | Ret | 13  | 9   | 6   | 1   | 5   | 1   | 171 |
| 8.º                                | André Kursim               | 11  | DNS | 6   | 6   | 4   | 7   | 6   | 5   | 7   | 5   | 5   | 12  | 7   | 15  | 4   | 3   | 6   | 5   | 9   | 8   | 8   | 3   | 5   | Ret | 8   | 1   | 3   | 6   | DNS | DNS | 9   | Ret | 146 |
| 9.º                                | José Rodrigues             |     |     |     |     |     |     |     |     | 6   | 10  | 7   | 17  |     |     |     |     | 9   | 8   | 7   | 3   | 9   | 8   | 8   | 1   | 9   | 9   | 6   | 5   | 5   | 4   | 6   | 2   | 95  |
| 10.º                               | Shane Brereton             | DNS | 9   | 11  | Ret | 7   | Ret | 14  | 8   | 10  | 11  | 11  | 9   | 8   | 1   | 9   | 9   | DNS | 12  | 8   | 10  | 10  | 10  | 14  | 15  | 10  | 10  | 9   | 14  | 8   | 2   | 8   | 9   | 58  |
| 11.º                               | Ryan Smith                 | 12  | Ret | 8   | 1   | 16  | 10  | 2   | 7   | Ret | 8   | 9   | 8   |     |     |     |     |     |     |     |     |     |     |     |     |     |     |     |     |     |     |     |     | 41  |
| 12.º                               | Anthony Janiec             | 6   | 3   | DNS | DNS |     |     |     |     | 12  | 7   | 8   | 1   |     |     |     |     |     |     |     |     |     |     |     |     |     |     |     |     | 10  | 10  | 11  | DNS | 33  |
| 13.º                               | Gerd Körber                | 5   | Ret | 10  | 9   |     |     |     |     | 8   | 2   | 6   | Ret |     |     |     |     |     |     |     |     |     |     |     |     |     |     |     |     |     |     |     |     | 29  |
| 14.º                               | Steffen Faas               | 10  | Ret | 15  | 10  | 11  | 9   | 11  | 15  | 13  | 14  | 13  | EX  | 11  | 10  | 8   | 8   | 12  | 10  | 11  | 11  | Ret | 11  | 11  | 8   | DSQ | Ret | 17  | 12  | 9   | 8   | 14  | 11  | 20  |
| 15.º                               | Oly Janes                  | DNS | 11  | Ret | 11  | 14  | 11  | 13  | 16  | 20  | 17  | Ret | 11  | 13  | 13  | 10  | 10  | 10  | 9   | 12  | 15  | 11  | 12  | 9   | 9   | 13  | 11  | 10  | 13  | 11  | 11  | 10  | 13  | 13  |
| 16.º                               | Jamie Anderson             | 8   | Ret | DSQ | 12  | 13  | Ret | 9   | 10  |     |     |     |     |     |     |     |     | 11  | 13  | 13  | 13  | 14  | 9   | 10  | 10  | 11  | Ret | 19  | 11  | DNS | 19  | 15  | 10  | 12  |
| 17.º                               | Thomas Robineau            | 9   | 6   | 12  | Ret |     |     |     |     | 11  | Ret | 12  | 14  |     |     |     |     |     |     |     |     |     |     |     |     |     |     |     |     |     |     |     |     | 7   |
| 18.º                               | Ray Coleman                | 13  | 13  | 13  | 14  | 10  | 14  | 17  | 12  |     |     |     |     | 10  | 9   | 12  | 12  |     |     |     |     | 16  | 13  | 16  | 11  | EX  | 15  | 14  | 15  | 14  | 12  | 17  | 14  | 4   |
| 19.º                               | Luis Recuenco              | 16  | EX  | 17  | 13  | 12  | 13  | 15  | 13  | 19  | 16  | Ret | 18  | 9   | 12  | Ret | 14  | 16  | 15  | 14  | 12  | 13  | 14  | 13  | 12  | DSQ | 13  | 18  | 16  | DNS | 14  | 13  | Ret | 2   |
| 20.º                               | Terry Gibbon               |     |     |     |     | 17  | 12  | 10  | 11  | 18  | 20  | 14  | 13  |     |     |     |     | 14  | Ret | 15  | 17  |     |     |     |     | 12  | 12  | 11  | 19  | 16  | 16  | 12  | 12  | 2   |
| 21.º                               | Frankie Vojtíšek           | DNS | WD  | WD  | WD  |     |     |     |     | 14  | 21  | 15  | DNS | 14  | 11  | 11  | 13  | 15  | 11  | Ret | DSQ |     |     |     |     | DNS | 17  | Ret | DNS | DNS | DNS | WD  | WD  | 0   |
| 22.º                               | Erwin Kleinnagelvoort      |     |     |     |     | 15  | 15  | 12  | 14  | 17  | 18  | 16  | 15  | 12  | 14  | 13  | 15  | 13  | 14  | 16  | 16  | 15  | 16  | 17  | 14  | 14  | 16  | 15  | 18  | 13  | 13  | 18  | 15  | 0   |
| 23.º                               | Eduardo Rodrigues          | 14  | 12  | 14  | 15  |     |     |     |     | 16  | 19  | 17  | 16  |     |     |     |     |     |     |     |     |     |     |     |     | DSQ | 14  | 16  | 17  | 12  | 15  | 16  | 16  | 0   |
| 24.º                               | José Eduardo Rodrigues     |     |     |     |     |     |     |     |     |     |     |     |     |     |     |     |     | 17  | 16  | 17  | 14  | 12  | 15  | 15  | 13  |     |     |     |     | DNS | DNS | 21  | 18  | 0   |
| 25.º                               | Frans Smit                 | 15  | 14  | 16  | 16  |     |     |     |     |     |     |     |     |     |     |     |     |     |     |     |     |     |     |     |     |     |     |     |     | 18  | 17  | 19  | 17  | 0   |
| 26.º                               | Téo Calvet                 |     |     |     |     |     |     |     |     | 15  | 18  | 15  | EX  |     |     |     |     |     |     |     |     |     |     |     |     |     |     |     |     |     |     |     |     | 0   |
| Pilotos que no pueden sumar puntos |                            |     |     |     |     |     |     |     |     |     |     |     |     |     |     |     |     |     |     |     |     |     |     |     |     |     |     |     |     |     |     |     |     |     |
| -                                  | Ryan Smih                  |     |     |     |     |     |     |     |     |     |     |     |     |     |     |     |     |     |     |     |     |     |     |     |     | EX  | 8   | 8   | 2   |     |     |     |     | -   |
| -                                  | José Albeto Vila Sainz     |     |     |     |     |     |     |     |     |     |     |     |     |     |     |     |     |     |     |     |     |     |     |     |     |     |     |     |     | 15  | Ret | DNS | DNS | -   |
| -                                  | Pedro Ignacio García Marco |     |     |     |     |     |     |     |     |     |     |     |     |     |     |     |     |     |     |     |     |     |     |     |     |     |     |     |     | 17  | 18  | 20  | 19  | -   |
| -                                  | Alejandro Díaz             |     |     |     |     |     |     |     |     |     |     |     |     |     |     |     |     |     |     |     |     |     |     |     |     |     |     |     |     | DNQ | DNQ | DNQ | DNQ | -   |
| -                                  | Orlando Rodríguez-Ruiz     |     |     |     |     |     |     |     |     |     |     |     |     |     |     |     |     |     |     |     |     |     |     |     |     |     |     |     |     | DNQ | DNQ | DNQ | DNQ | -   |
| -                                  | Pedro Marco                |     |     |     |     |     |     |     |     |     |     |     |     |     |     |     |     |     |     |     |     |     |     |     |     |     |     |     |     | DNQ | DNQ | WD  | WD  | -   |
| Pos                                | Piloto                     | MIS | MIS | MIS | MIS | HUN | HUN | HUN | HUN | NUR | NUR | NUR | NUR | SVK | SVK | SVK | SVK | MOS | MOS | MOS | MOS | ZOL | ZOL | ZOL | ZOL | LMS | LMS | LMS | LMS | JAR | JAR | JAR | JAR | Pts |

### Clasificación general de la Grammer Truck Cup 2018
| Pos  | Piloto                 | MIS | MIS | MIS | MIS | HUN | HUN | HUN | HUN | NUR | NUR | NUR | NUR | SVK | SVK | SVK | SVK | MOS | MOS | MOS | MOS | ZOL | ZOL | ZOL | ZOL | LMS | LMS | LMS | LMS | JAR | JAR | JAR | JAR | Pts |
| ---- | ---------------------- | --- | --- | --- | --- | --- | --- | --- | --- | --- | --- | --- | --- | --- | --- | --- | --- | --- | --- | --- | --- | --- | --- | --- | --- | --- | --- | --- | --- | --- | --- | --- | --- | --- |
| 1.º  | Shane Brereton         | DNS | 2   | 1   | Ret | 1   | Ret | 6   | 1   | 1   | 1   | 1   | 1   | 1   | 1   | 2   | 2   | DNS | 4   | 1   | 1   | 1   | 2   | 5   | 8   | 1   | 1   | 1   | 4   | 1   | 1   | 1   | 1   | 373 |
| 2.º  | Steffen Faas           | 3   | Ret | 5   | 1   | 3   | 1   | 3   | 7   | 3   | 2   | 3   | EX  | 4   | 3   | 1   | 1   | 3   | 2   | 2   | 2   | Ret | 3   | 3   | 1   | DSQ | Ret | 7   | 2   | 2   | 2   | 5   | 3   | 277 |
| 3.º  | Oly Janes              | DNS | 3   | Ret | 2   | 6   | 2   | 5   | 8   | 10  | 5   | Ret | 2   | 6   | 6   | 3   | 3   | 1   | 1   | 3   | 6   | 2   | 4   | 1   | 2   | 4   | 2   | 2   | 3   | 3   | 3   | 2   | 5   | 271 |
| 4.º  | Jamie Anderson         | 1   | Ret | DSQ | 3   | 5   | Ret | 1   | 2   |     |     |     |     |     |     |     |     | 2   | 5   | 4   | 4   | 5   | 1   | 2   | 3   | 2   | Ret | 9   | 1   | DNS | 10  | 6   | 2   | 190 |
| 5.º  | Luis Recuenco          | 7   | EX  | 7   | 4   | 4   | 4   | 7   | 5   | 9   | 4   | Ret | 7   | 2   | 5   | Ret | 6   | 7   | 7   | 5   | 3   | 4   | 6   | 4   | 5   | DSQ | 4   | 8   | 6   | DNS | 6   | 4   | Ret | 166 |
| 6.º  | Ray Coleman            | 4   | 5   | 3   | 5   | 2   | 5   | 8   | 4   |     |     |     |     | 3   | 2   | 5   | 4   |     |     |     |     | 7   | 5   | 7   | 4   | EX  | 6   | 4   | 5   | 6   | 4   | 8   | 6   | 164 |
| 7.º  | Erwin Kleinnagelvoort  |     |     |     |     | 7   | 6   | 4   | 6   | 7   | 6   | 6   | 5   | 5   | 7   | 6   | 7   | 4   | 6   | 7   | 7   | 6   | 8   | 8   | 7   | 5   | 7   | 5   | 8   | 5   | 5   | 9   | 7   | 149 |
| 8.º  | Terry Gibbon           |     |     |     |     | 8   | 3   | 2   | 3   | 8   | 8   | 4   | 3   |     |     |     |     | 5   | Ret | 6   | 8   |     |     |     |     | 3   | 3   | 3   | 9   | 7   | 8   | 3   | 4   | 134 |
| 9.º  | Eduardo Rodrigues      | 5   | 4   | 4   | 6   |     |     |     |     | 6   | 7   | 7   | 6   |     |     |     |     |     |     |     |     |     |     |     |     | DSQ | 5   | 6   | 7   | 4   | 7   | 7   | 8   | 86  |
| 10.º | Thomas Robineau        | 2   | 1   | 2   | Ret |     |     |     |     | 2   | Ret | 2   | 4   |     |     |     |     |     |     |     |     |     |     |     |     |     |     |     |     |     |     |     |     | 77  |
| 11.º | Frankie Vojtíšek       | DNS | WD  | WD  | WD  |     |     |     |     | 4   | 9   | 5   | DNS | 7   | 4   | 4   | 5   | 6   | 3   | Ret | Ret |     |     |     |     | DNS | 8   | Ret | DNS | DNS | DNS | WD  | WD  | 67  |
| 12.º | José Eduardo Rodrigues |     |     |     |     |     |     |     |     |     |     |     |     |     |     |     |     | 8   | 8   | 8   | 5   | 3   | 7   | 6   | 6   |     |     |     |     | DNS | DNS | 11  | 10  | 43  |
| 13.º | Frans Smit             | 6   | 6   | 6   | 7   |     |     |     |     |     |     |     |     |     |     |     |     |     |     |     |     |     |     |     |     |     |     |     |     | 8   | 9   | 10  | 9   | 29  |
| 14.º | Téo Calvet             |     |     |     |     |     |     |     |     | 5   | 3   | 8   | EX  |     |     |     |     |     |     |     |     |     |     |     |     |     |     |     |     |     |     |     |     | 19  |
| Pos  | Piloto                 | MIS | MIS | MIS | MIS | HUN | HUN | HUN | HUN | NUR | NUR | NUR | NUR | SVK | SVK | SVK | SVK | MOS | MOS | MOS | MOS | ZOL | ZOL | ZOL | ZOL | LMS | LMS | LMS | LMS | JAR | JAR | JAR | JAR | Pts |

### Clasificación general del Campeonato de equipos 2018
| Pos | Equipo                        | Pts |
| --- | ----------------------------- | --- |
| 1.º | Die Bulllen von Iveco Magirus | 613 |
| 2.º | Team Reinert Adventure        | 442 |
| 3.º | Buggyra Racing 1969           | 311 |
| 4.º | Truck Sport Lutz Bernau       | 246 |
| 5.º | Tankpool24 Racing             | 272 |
| 6.º | RS Racing                     | 142 |
| 7.º | Reboconort Truck Racing Team  | 118 |

 Notas 
Los DNS de la primera carrera del Jarama se establecen ya que esos pilotos no comenzaron la carrera en el segundo inicio de la misma, tras el gran accidente que hubo en la primera vuelta. La normativa dicta que si hay una bandera roja en la primera vuelta se reinicia la carrera con las mismas posiciones de salida que las de la parrilla original y, si hay algún piloto que no puede correr, se considera que tiene un DNS. De este modo, pilotos como Kiss, Kursim, Recuenco o Anderson, involucrados en el accidente, comenzaron la carrera, estuvieron involucrados en el accidente y, al no poder correr debido a los daños del camión, no pudieron comenzar la  carrera en la segunda bandera verde, de modo que se considera que tiene un DNS. Lo mismo le sucede a Vojtisek, quien además no pudo correr en todo el fin de semana por recomendación médica.
Ryan Smith sólo tiene sumados en el cómputo global los puntos conseguidos en los tres primeros Grandes Premios. En las carreras en las que no era apto para puntuar y acabó en zona de puntos puntuaron también diez pilotos. De esta manera, por ejemplo, en la carrera 4 de Le Mans, en la que acabó segundo, el piloto que finalizó tercero la carrera puntuó como si fuese segundo, el que acabó cuarto puntuó como si hubiese acabado tercero, y así sucesivamente hasta el undécimo, que puntuó como si hubiese sido décimo. También se aplica ese método a los puntos de la Grammer Truck Cup.
Las posiciones en la general entre pilotos que no tienen puntos se establecen mediante la mejor posición en una carrera. En caso de empate en la mejor posición, se clasifica en mejor posición el que la tiene más veces. Si persiste el empate, se desempata con la segunda mejor posición, y así sucesivamente.